# Клітіні
Кліті́ні (лат. Clytini Mulsant, 1839) — велика триба жуків у підродині Церамбіціни (родина Вусачі), яка налічує понад 50 родів, розповсюджених на всіх континентах за винятком Антарктиди. Найвище різноманіття триби припадає на тропічні регіони Землі. Осоливу увагу привертає гавайський ендемічний рід Plagithmysus Motschulsky, 1845, який представляє 85-90% фауни вусачів цих Гавайських островів.

## Найбільші роди
- Chlorophorus Chevrolat, 1863
- Clytus Laicharting, 1784
- Demonax Thomson, 1860
- Echinocerus Mulsant, 1863
- Mecometopus Thomson, 1860
- Megacyllene Casey, 1912
- Neoclytus Thomson, 1860
- Ochraethes Chevrolat, 1860
- Plagionotus Mulsant, 1842
- Plagithmysus Motschulsky, 1845
- Psilomerus Chevrlat, 1863
- Rhaphuma Pascoe, 1858
- Trichoxys Chevrolat, 1860
- Xylotrechus Chevrolat, 1860